# Een huis in een schoen
Een huis in een schoen is een Nederlandse Sinterklaasmusical uit 1971, geregisseerd door Loet Steenbergen, uitgezonden op 5 december van dat jaar door de NOS. 
Het verhaal werd geschreven door Mies Bouhuys en werd ook als boek uitgegeven. De muziek is van Julius Steffaro. 

## Verhaal
Het is half november in Monnickendam. Als visser Eeltje Steur rustig een dobbertje uitgooit in het IJsselmeer, trekt het meisje Annabel zijn aandacht: Er komt een vlot aangevaren met daarop een Zwarte Piet. En niet zomaar eentje: het is niemand minder dan de Hoofdpiet! Eeltje en Annabel helpen de totaal verkleumde Señor Piet op de kant, waarna ze naar het huis van Eeltje gaan. Daar vertelt Piet, dat de stoomboot op het IJsselmeer aan de grond is gelopen. Wat nu? De intocht van Sinterklaas is de volgende dag al, en hoe moeten nu de Sint, en alle cadeautjes aan land worden gebracht? Eeltje Steur biedt aan om zijn vissersbootje te gebruiken voor de intocht. Señor Piet is opgetogen: nu kan de intocht toch doorgaan. Hij bedankt Eeltje hartelijk, en vraagt aan Annabel wat zij graag als bedankje wil. Haar antwoord: 'een huis!'
Señor Piet denkt dat Annabel graag een poppenhuis wil en dat regelt hij dan ook voor haar. Maar hij heeft het niet bij het rechte eind: Annabel wil een écht huis voor haar, haar moeder en haar kleine broertje Michiel. Ze wonen nu in een piepklein huisje en willen dolgraag verhuizen. Die wens komt ook bij de Sint en de Pieten terecht als er op een ochtend twee Pieten voor de deur staan met een groot poppenhuis. Dat kan er echt niet bij in de kleine ruimte. De Pieten worden dus met poppenhuis en al teruggestuurd. 
Hierop begint een zoektocht naar een huis. De kleine Annabel trekt zich geregeld even terug in de toren, waar ze met de engeltjes praat. Maar ook die hebben geen oplossing. Intussen zoeken de Pieten naarstig naar een nieuw onderkomen voor Annabel en haar moeder. Helaas, overal krijgen ze nul op het rekest. 
En dan wordt het 5 december. Tijd voor pakjesavond, de drukste dag voor Sinterklaas en de Pieten. Señor Piet krijgt van Eeltje het aanbod om voortaan zijn bootje (bolkopje) te gebruiken voor de pleziervaart in Spanje. Señor Piet stelt Eeltje voor om mee te komen als schipper. En dat blijkt de perfecte oplossing: Het huis van Eeltje komt vrij, en daar mag Annabel met haar familie gaan wonen. 

## Rolverdeling
- Annabel - Annabel Marsman
- Haar moeder - Elsje de Wijn
- Eeltje Steur - Leen Jongewaard
- Sinterklaas - Adrie van Oorschot
- Señor Piet - Piet Römer
- Opperpieten - Lykele Haarsma en Frank Sanders
- Zwarte Pieten - Kinderkoor Henk van der Velde
- Tv-presentatrice - Mies Bouwman